# Rousettus obliviosus
Il rossetto delle Comore (Rousettus obliviosus  Kock, 1978) è un pipistrello appartenente alla famiglia degli Pteropodidi, endemico delle isole Comore.

## Descrizione

### Dimensioni
Pipistrello di medie dimensioni con la lunghezza dell'avambraccio tra 70,3 e 75 mm, la lunghezza della coda tra 16,7 e 19,8 mm, un'apertura alare di 45 cm e un peso fino a 45 g.

### Aspetto
La pelliccia è corta e liscia. Il colore generale del corpo è grigio-brunastro opaco. Le membrane alari sono attaccate posteriormente al secondo dito del piede. La tibia è dorsalmente priva di peli. La coda è ben sviluppata, mentre l'uropatagio è ridotto ad una sottile membrana ricoperta di pochi peli sparsi lungo la parte interna degli arti inferiori.

## Biologia

### Comportamento
Si rifugia all'interno di grotte in colonie fino a qualche migliaio di individui. È una specie notturna.
Il volo è rapido e silenzioso.

### Alimentazione
Si nutre di frutti di Papaya, varie specie native di Ficus, Artocarpus integrifolia, Gambeya, fiori e frutti di Anthocleista grandiflora e di Kapok, fiori di varie specie di Musa e anche di foglie.

### Riproduzione
Sono state osservate femmine gravide e in allattamento a luglio e ottobre e piccoli a metà giugno.

## Distribuzione e habitat
Questa specie è diffusa sulle Isole Comore: Grande Comore, Mohéli e Anjouan.
Vive nelle foreste native e nelle aree agricole fino a 1.750 metri di altitudine. È invece assente negli insediamenti umani.

## Conservazione
La IUCN Red List, considerato l'Areale ristretto ed il continuo declino della qualità del proprio habitat, classifica R.obliviosus come specie vulnerabile (VU).